# Unión Mundial de Ciegos
La Unión Mundial de Ciegos (UMC) —en inglés, World Blind Union (WBU); en francés, Union Mondiale des Aveugles (UMA)— es una organización internacional que, a través de 190 países miembros, representa a 285 millones de personas ciegas y con discapacidad visual.
Con sede en Toronto, Canadá, la organización fue creada en 1984, fruto de la unión de la Federación Internacional de Ciegos (FIC) y el Consejo Mundial para la Promoción Social de los Ciegos (CMPSC).